# Lucyna Wiśniewska-Rutkowska
Lucyna Wiśniewska-Rutkowska – polska filozof, wykładowczyni akademicka, dr hab. nauk humanistycznych, prof. UJK.

## Życiorys
Ukończyła filologię polską na Uniwersytecie Warszawskim oraz filozofię na Uniwersytecie Jagiellońskim. Zawodowo związana jest z Uniwersytetem Jana Kochanowskiego w Kielcach, gdzie pracuje na Wydziale Prawa, Administracji i Zarządzania. Jest członkinią Rady Instytutu Polityki Międzynarodowej i Bezpieczeństwa. Należy do Związku Literatów Polskich.
Tematem jej rozprawy doktorskiej była koncepcja człowieka w pismach Karola Irzykowskiego, natomiast stopień dr. hab. uzyskała na podstawie książki Mesjanizm Jerzego Brauna. Myślenie w perspektywie Józefa Marii Hoene-Wrońskiego. Specjalizuje się w filozofii polskiej. W pracy badawczej podejmuje tematy z pogranicza filozofii i literatury oraz filozofii i polityki. W kręgu jej zainteresowań są zagadnienia z zakresu aksjologii, etyki oraz spraw światopoglądowych. Oprócz prac naukowych ma w swoim dorobku eseistykę oraz teksty krytycznoliterackie. Z inicjatywy Towarzystwa Przyjaciół Ostrołęki została wydana jej zbeletryzowana autobiografia - Dziewczyna z Ostrołęki (2020).
Wśród publikacji jej autorstwa znajdują się m.in.:
- Koncepcja człowieka w twórczości Karola Irzykowskiego (2002), ISBN 83-87798-32-0
- Mesjanizm Jerzego Brauna. Myślenie w perspektywie Józefa M. Hoene-Wrońskiego (2004), ISBN 83-7133-222-X
- Między przeszłością a teraźniejszością. Studia z pogranicza filozofii, polityki i sztuki (2008), ISBN 978-83-7133-359-0
- Nie tylko o filozofii. Ludzie, idee, przemiany (2010), ISBN 978-83-7611-755-3
- Dialog z tradycją - z dziejów polskiej myśli filozoficznej (2014), ISBN 978-83-8019-095-5
- Myśli i czyny. Henryk Kamieński – filozof i polityk (2017), ISBN 978-83-8019-855-5
- Zaczarowany rewolucją. Rzecz o Edwardzie Dembowskim (2018), ISBN 978-83-8019-972-9
- Sprawy ważne i mniej ważne. Szkice i drobiazgi filozoficzne (2019), ISBN 978-83-61062-790
- Dziewczyna z Ostrołęki – zbeletryzowana autobiografia (2020) ISBN 978-83-64200-52-6
- W poszukiwaniu równowagi. Publicystyka literacka/eseje/zapiski/szkice (2021), ISBN 978-83-61062–86-8